# Sea of Thieves
Sea of Thieves (укр. Море злодіїв) — це пригодницька відеогра, розроблена компанією Rare опублікована Microsoft Studios для Windows та Xbox One. Гра була випущена в обмеженій кількості країн 20 березня 2018 року.
Sea of Thieves дозволяє гравцям грати за пірата, що пропливає моря фантастичного світу одному або у складі екіпажу до чотирьох гравців. Геймплей подається від першої особи.
Після релізу Sea of Thieves отримала неоднозначні відгуки критиків. Критики позитивно оцінили ігровий процес та стиль гри, приділяючи особливу увагу привабливості механіки гри. Однак більшість критиків вважають, що грі бракує сюжету, і критикували велику ціну. Також критика була спрямована на квести, що повторюються і продуктивність. Але відгуки стали більш позитивними через рік після виходу гри.

## Ігровий процес
Sea of Thieves — це багатокористувацька гра з піратською тематикою, з видом від першої особи. У грі представлена кросплатформна гра між персональними комп'ютерами на базі Windows та консолями Xbox One. Група гравців подорожує та досліджує відкритий світ за допомогою піратського корабля та бере на себе різні ролі, такі як управління штурвалом, піднімання вітрил, прокладання маршруту, та управління гарматами. Гравці починають квести, збирають гроші та вступають у бій з іншими гравцями. Sea of Thieves — це кооперативний ігровий світ, тобто групи гравців часто зустрічатимуться один з одним протягом своїх пригод. У грі є мультиплікаційна графіка та своєрідні закони фізики, через які можна, наприклад, вистрілити собою з гармати.
Гравці можуть збирати золоті монети, виконуючи місії, які називаються морськими подорожами, збирати стародавні монети або придбати їх за реальну валюту, підвищувати рівень емісарства та взаємодіяти з іншими гравцями. Золото можна використовувати для придбання всього, від зброї до нових корпусів і вітрил для корабля. Ці предмети косметичні і не впливають на бойові дії. Зброя надається гравцеві на початку гри і має п'ять патронів, перш ніж потрібно знайти боєприпаси для перезарядки. Чотири види зброї, що використовуються, — це кремнієвий пістолет, мушкетон, снайперська гвинтівка та абордажна шабля. Одразу можна тримати два види зброї.

## Розробка
Sea of Thieves було розроблено Rare. Її піратську тематику можна простежити до Project Dream, іншої відеоігри з піратською тематикою у 90-х роках, яка врешті стала Banjo-Kazooie.
Sea of Thieves була розроблена за допомогою рушія Unreal Engine 4. Розробка розпочалася в 2014 році. Гра під кодовою назвою «Афіна» спочатку не була зв'язана з піратами. У листопаді 2016 року була запущена програма Insider, щоб надати вибраним учасникам доступ до бета-версії гри. Rare використовували програму Insider для тестування та для отримання відгуків від гравців.
У червні 2015 року Sea of Thieves була оголошена на пресконференції Microsoft Xbox на E3 2015. Ігровий процес був вперше показаний на E3 2016. Гра мала бути випущена на Windows і Xbox One у 2017 році, але вихід перенесли до 20 березня 2018 року.
Ювілейне видання стало доступне 30 квітня 2019 року, додавши в гру велику кількість нового контенту, включаючи сюжетну історію.
У вересні 2019 в гру додали магазин мікротранзакцій, що дозволяє гравцям купувати віртуальні монети, які можна використовувати для придбання косметичних предметів.
3 червня 2020 року Sea of Thieves була випущена на платформі цифрової дистрибуції «Steam».